# Blue Bird Aviation
Blue Bird Aviation is een Keniaanse chartermaatschappij met haar thuisbasis in Nairobi.

## Geschiedenis
Blue Bird Aviation is opgericht in 1992. De maatschappij biedt chartervluchten aan met als thuisbasis Nairobi Wilson Airport.

## Vloot
De vloot van Blue Bird Aviation bestaat in februari 2023 uit:
- 2 Fokker 50
- 6 De Havilland Canada Dash 8 - Q400
- 3 De Havilland Canada Dash 8 - Q100
- 1 Beechcraft 1900D
- 3 Let L-410 Turbolet
- 1 Beechcraft Kingair B200